# 三輪山本
株式会社三輪山本（みわやまもと）は、奈良県桜井市に本社を置く乾麺製造・販売会社である。
創業300周年を迎えた2017年に、社名を「三輪そうめん山本」(旧)から「三輪山本」(新)に刷新。

## 概要
1717年の創業以来、「白龍(はくりゅう)」や「白髪(しらが)」「糸依(いとより)」などを中心にそうめんなどの乾麺を製造。現在は本社に売店を併設しそうめんを販売、また食事処を併設している。
2017年に創業300年を迎えて社名ロゴや包装紙・ショッピングバック、「白龍」「白髪」などのデザインを佐藤可士和に依頼して刷新した。

## 事業所
- 本社：奈良県桜井市箸中880・・・社屋は狩野忠正（竹中工務店）の設計。1981年に第6回吉田五十八賞、1984年に第1回奈良都市景観調和デザイン賞、1994年に通産省選定グッドデザイン賞建築部門賞、2003年に第13回BELCA賞ロングライフ部門、2014年に日本建築家協会25年賞[1]を受賞している[2]。
- 製麺工場：奈良県桜井市箸中1075
- 九州事業所：長崎県南島原市有家町山川320